# Philodromus niveus
Philodromus niveus är en spindelart som beskrevs av Vinson 1863. Philodromus niveus ingår i släktet Philodromus och familjen snabblöparspindlar.
Artens utbredningsområde är Madagaskar. Inga underarter finns listade i Catalogue of Life.